# طبقه‌بندی تاس
طبقه‌بندی تاس (انگلیسی: TAS classification) می‌تواند برای نام‌گذاری بسیاری از انواع رایج سنگ‌های آتشفشانی بر اساس روابط بین ترکیبات قلیایی و سیلیس استفاده شود.
TAS مخفف "Total Alkali Silica" (مجموع قلیایی سیلیس) است.
این پارامترهای شیمیایی مفید هستند زیرا نسبت‌های نسبی قلیایی‌ها و سیلیس در تعیین کانی‌شناسی هنجاری و کانی‌شناسی واقعی اهمیت دارند. این طبقه‌بندی می‌تواند برای سنگ‌هایی که از نظر شیمیایی تجزیه و تحلیل شده‌اند، ساده باشد. به جز نقل قول زیر از یوهانسن (۱۹۳۷)، این بحث بر اساس Le Maitre et al (۲۰۰۲) است.

## کاربرد
قبل از استفاده از تاس یا هر طبقه‌بندی دیگری، باید برخی از راهنمایی‌های خاص یوهانسن (۱۹۳۷) را در نظر داشت.
«طبقه‌بندی‌های بسیاری برای سنگ‌های آذرین پیشنهاد شده است. تنوع آن‌ها تا حدی به هدفی که هر کدام برای آن در نظر گرفته شده‌اند و تا حدی به مشکلاتی که از ویژگی‌های خود سنگ‌ها ناشی می‌شود، بستگی دارد. مشکل طبقه‌بندی‌ها نیست، بلکه طبیعت است که همه چیز را درست نکرده است… سنگ‌ها باید طبقه‌بندی شوند تا با سنگ‌های دیگری که قبلاً با ترکیب و ظاهر مشابه توصیف شده‌اند، مقایسه شوند. اگر این کار بر اساس ژنتیکی انجام نشود، یک سیستم مصنوعی باید پاسخ دهد تا به عنوان یک شاخص کارت برای توصیف سنگ عمل کند. اگرچه این ممکن است یک چیز بد باشد، اما حداقل کمترین چند شر است.» (عنوان فرعی فصل طبقه‌بندی توسط یوهانسن (۱۹۳۷) "Chacun a son goût" است - هر کسی به سلیقه خود).
طبقه‌بندی تاس را نمی‌توان برای همه سنگ‌های آتشفشانی اعمال کرد - همان‌طور که توسط در متون «لو متر» و دیگران (۲۰۰۲) به تفصیل مورد بحث قرار گرفته است. برخی از سنگ‌ها را نمی‌توان با استفاده از نمودار طبقه‌بندی/نام‌گذاری کرد. برای برخی دیگر، معیارهای اضافی شیمیایی، کانی‌شناسی یا بافتی باید استفاده شود، مانند لامپروفرها.
طبقه‌بندی تاس باید فقط برای سنگ‌هایی اعمال شود که تجزیه و تحلیل حالت معدنی برای آنها قابل تعیین نیست. در غیر این صورت، یک طرح مبتنی بر کانی‌شناسی، مانند نمودار QAPF، یا یکی از نمودارهای دیگر موجود برای سنگ‌های آذرین ممکن است مناسب باشد. قبل از طبقه‌بندی سنگ‌ها با استفاده از نمودار تاس، تجزیه و تحلیل‌های شیمیایی باید مجدداً به ۱۰۰٪ به استثنای آب و دی‌اکسید کربن محاسبه شوند.

## نمودار تاس

نمودار TAS. این نسخه بر اساس مختصات ارائه شده توسط Le Maitre و همکاران است. (۲۰۰۲).

نام‌های ارائه‌شده توسط Le Maitre و همکاران. (۲۰۰۲) برای فیلدهای نمودار TAS در زیر فهرست شده است.
B (بازالت)—برای تقسیم‌بندی از کانی‌شناسی هنجاری استفاده کنید.
O1 (آندزیت بازالتی)
O2 (آندزیت)
O3 (داسیت)
R (ریولیت)
T (تراکی‌داسیت یا زبره‌سنگ) - برای تصمیم‌گیری از کانی‌شناسی هنجاری استفاده کنید.
Ph (فونولیت)
S1 (تراکی‌بازالت یا تراکی‌بازالت) - *انواع سدیک و پتاسیک آن هاوایی‌ایت و تراکی‌بازالت پتاسیک هستند.

S2 (تراکی‌آندزیت بازالتی) - *انواع سدیک و پتاسیک آن موگریت و شوشونیت هستند.
S3 (تراکیان‌دزیت) - *انواع سدیک و پتاسیک آن بنموریت و لاتیت هستند.
Pc (پیکروبازالت)
U1 (بازانیت یا تفریت) - برای تصمیم‌گیری از کانی‌شناسی هنجاری استفاده کنید.
U2 (فونوتفریت)
U3 (تفریفونولیت)
F (فویدیت) - در صورت امکان، بر اساس فلدسپاتوئید غالب طبقه‌بندی/نام‌گذاری کنید. Melilite‌ها نیز در این ناحیه قرار می‌گیرند و می‌توانند با معیارهای شیمیایی اضافی تشخیص داده شوند.
(*)سدیک همان‌طور که در بالا استفاده شد به این معنی است که Na2O - 2 بزرگتر از K2O است و پتاسیک به این معنی است که Na2O - 2 کمتر از K2O است. با این حال، نام‌های دیگری برای سنگ‌هایی که به ویژه از نظر سدیم یا پتاسیم غنی هستند، مانند سنگ‌های آذرین فوق پتاسیک، به کار رفته است.